# Roy Halladay
Harry Leroy Halladay (Denver, Colorado; 14 de mayo de 1977-Golfo de México, costa de Florida, Estados Unidos, 7 de noviembre de 2017) fue un beisbolista estadounidense que jugaba de lanzador para Toronto Blue Jays y Philadelphia Phillies entre 1998 y 2013. Conocido comúnmente como Roy Halladay y frecuentemente nombrado «Doc», apodo acuñado por el anunciador de Toronto Blue Jays Tom Cheek, en referencia al pistolero del Wild West (Salvaje Oeste), Doc Holliday. Fue elegido miembro del Salón de la Fama el 22 de enero de 2019.
Fue seleccionado por los Blue Jays como la primera selección del draft de la MLB en 1995, en la vuelta N°17 y jugó para el equipo de 1998 a 2009, siendo cambiado a Philadelphia. Fue conocido por su habilidad para pitchear juegos con gran efectividad y se retiró como jugador activo de las Ligas Mayores siendo líder de juegos completos con 67, incluyendo 20 blanqueadas.
El 8 de mayo de 2010, Halladay lanzó el 20° juego perfecto en la historia de las Ligas Mayores de Béisbol, derrotando a Florida Marlins con marcador de 1-0. El 6 de octubre de 2010, en su primer inicio de postemporada, lanzó su segundo juego sin hit ni carrera en la historia de las Ligas Mayores en postemporada (Don Larsen hizo un juego perfecto en la Serie Mundial de 1956 contra Brooklyn Dodgers siendo el primero) contra Cincinnati Reds en el juego N°1 en la Serie Divisional de la Liga Nacional.
Este fue el segundo juego sin hit ni carrera del año (siguiendo el juego perfecto del 29 de mayo), haciendo de Halladay el quinto pitcher en la historia de las Ligas Mayores (y el primero desde Nolan Ryan en 1973) en lanzar múltiples juegos sin hit ni carrera en la misma temporada. Durante la temporada de 2012, fue el pitcher N.º 67 en alcanzar los 2 mil ponches. Halladay fue también uno de los seis pitchers en la historia de las Ligas Mayores de Béisbol en ganar el premio Cy Young en ambas ligas de béisbol: Americana y Nacional.
El 7 de noviembre de 2017, Halladay murió en un accidente aéreo cuando su hidroavión modelo ICON A5 se estrelló en el Golfo de México en la costa de Florida. El accidente se produjo porque Halladay iba drogado y realizó peligrosas acrobacias aéreas a baja altura.

## Sus inicios
Nació en Denver, Colorado, creciendo en el suburbio de Arvada. Su padre fue piloto para una compañía procesadora de alimentos, mientras su mamá fue ama de casa. Desde temprana edad, Halladay amó el béisbol, jugando cada posición en el campo hasta que a los 14 años, tuvo éxito como pitcher lo cual le atrajo la atención de los scouts (buscadores) de las Ligas Mayores. A la edad de 13 años, inició su entrenamiento con un equipo de béisbol de Colorado manejado por el gurú Bus Campbell, quién ayudó a la promesa de pitcher del área de Denver que incluía a Goose Gossage y Brad Lidge.
En 1995 después de su graduación de Arvada West High School, fue seleccionado por Toronto Blue Jays en el draft amateur, en la primera ronda, en la vuelta 17. Fue promovido al club de la liga mayor y en septiembre de 1998 fue llamado al equipo grande.
En 1997 jugó en Venezuela como importado en el equipo Cardenales de Lara, donde logró obtener el campeonato con el equipo en la temporada 1997-98.

## Carrera

### 1998–2001
En su segundo juego iniciado de su carrera, contra Detroit Tigers el 27 de septiembre de 1998, estuvo muy cerca de obtener su tercer juego sin hit ni carrera en el día final de la temporada regular el cual fue roto con dos outs en el noveno episodio. La hazaña podía haberse unido al juego combinado sin hit ni carrera por cuatro pitchers de Oakland Atlhetics (Vida Blue, Glenn Abbott, Paul Lindblad y Rollie Fingers en 1975 y el juego perfecto de Mike Witt en 1984. El encanto fue roto por un jonrón en solitario de Bobby Higginson. El jonrón fue el único hit que recibió Holladay con victoria de 2-1 de los Blue Jays, siendo su primer juego ganado.
Durante la temporada 2000 tuvo un porcentaje de carreras limpias de 10.64 en 19 juegos, 13 de los cuales inició, siendo la peor temporada en la historia para un pitcher con menos de 50 innings lanzados. Al inicio de la temporada 2001 fue opcionado a la Clase A con el equipo Dunedin Blue Jays para mejorar su desempeño.
Halladay tenía un bola rápida cronometrada en 95 millas por hora (153 km/h) pero tenía muy poco movimiento y sus pitcheos arriba de la zona de strike la razón por la cual no tuvo éxito en la temporada 2000. Trabajó con al antiguo pitcher de Toronto Blue Jays, Mel Queen, que era el entrenador de pitcheo. El problema identificado por Queen era la total confianza de Halladay en sus lanzamientos por encima del poder de bateo de los bateadores. En dos semanas, modificó el ángulo del brazo de lanzar con un lanzamiento diferente que se hundía cuidadosamente al final. En lugar de tratar al tope, empezó a utilizar tres cuartos de lanzamiento (el punto medio entre lanzamiento sobre la mano y su brazo). Después de un mes, fue subido al equipo de Doble A Tennessee y un mes más tarde, a Triple A con Syracuse. Regresó a la rotación de pitcheo de los Blue Jays. Tuvo un récord de 5-3 en ganados/perdidos con un promedio de carreras limpias de 3.19 con 16 aperturas en 2001.

### 2002–2006

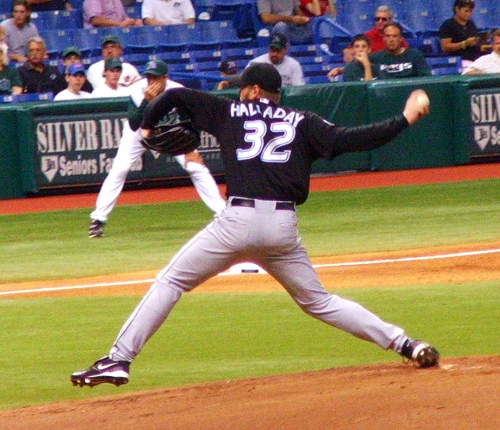
Halladay con Toronto en 2006

En 2002, tuvo una temporada de ponches, terminando con récord de 19-7 con un promedio de carreras limpias de 2.93 con 168 ponches en 239.1 innings. Fue nominado para el Juego de Estrellas por la Liga Americana.
Continuó con éxito en la temporada 2003 con un promedio de 22-7 con un promedio de carreras limpias de 3.25 en 266 innings. Tuvo también 204 ponchados y solo dio 32 bases por bolas, bueno para un promedio de 6.38 ponches por base por bolas. Lanzó su primera blanqueada en extra innings en las Ligas Mayores desde Jack Morris «El Gato» en el juego 7 de la Serie Mundial de 1991, siendo el líder en los Blue Jays en la victoria sobre los Tigers el 6 de septiembre. Lanzó 10 episodios sin recibir hit hasta que Kevin Witt dobleteó con dos outs en la parte alta del octavo inning. Halladay ganó el Premio Cy Young de la Liga Americana como el mejor pitcher de la temporada y fue llamado una vez más al Juego de Estrellas y fue líder con los Blue Jays con un registro sorprendente de 86 victorias. Fue nominado por sus logros como ganador del Premio de los Jugadores de la Liga Americana, como pitcher. Fue también nominado por Sporting News como pitcher del año de la Liga Americana y como ganador del premio Cy Young de la Liga Americana mediante Internet.
En el 2004, fue colocado en la lista de lesionados en dos ocasiones por problemas en el hombro. En solo 133 innings, tuvo récord de 8-8 con un promedio de carreras limpias de 4.20. Caminó a 39 bateadores siete más que en el 2003 cuando tuvo el doble de innings lanzados. Posteriormente reveló que se había lesionado en la temporada cuando tuvo un tirón en su brazo, pero cree que fue por los trabajos intensos en la pretemporada.
La temporada de 2005 fue exitosa para Halladay. Tuvo un récord de 12.4 con un promedio de carreras limpias de 2.35 con 19 aperturas. Fue seleccionado por tercera ocasión para el Juego de Estrellas siendo nominado como el pitcher abridor por la Liga Americana en el Juego de Estrellas realizado en Detroit. El 8 de julio se fracturó una pierna cuando recibió un golpe de un bate roto del jardinero izquierdo de Texas Rangers Kevin Mench. Como resultado fue reemplazado en el Juego de Estrellas por Mat Clement de Boston Red Sox, mientras Mark Buehrle de Chicago White Sox fue nombrado el pitcher inicialista por la Liga Americana. Después de la rehabilitación de la pierna lesionada, Halladay estuvo fuera el resto de la temporada.
El 16 de marzo de 2006 firmó una extensión de contrato por tres años y 40 millones de dólares el cual terminaría hasta el 2010. Durante ese año, Halladay estuvo cerca del tope de juegos ganados en las Ligas Mayores con 16. Fue llamado al Juego de Estrellas como reserva el 3 de julio con otros cuatro compañeros de equipo de Blue Jays. Tuvo su segunda ocasión con más aperturas en la historia del club acudiendo por cuarta ocasión al Juego de Estrellas. Tuvo menos ponches que en temporadas previas, pero en juegos completos y en innings lanzados estuvo entre los líderes de la Liga Americana.

### 2007–2009
Halladay fue el pitcher del mes de abril en la Liga Americana, brillando con récord de 4-0, al lanzar 10 innings completos y ganar el juego ante Detroit Tigers. Pero tuvo un pitcheo muy pobre en sus dos aperturas de mayo, y el 11 de mayo fue colocado en la lista de lesionados por apendicectomía. Regresó a la rotación de pitcheo en buena forma el 31 de mayo contra Chicago White Sox, lanzando siete innings, recibiendo seis hits y sin permitir carrera y llegar a su victoia 100 en su carrera. El 2007 vio a Halladay impulsar su primera carrera, contra Los Angeles Dodgers el 10 de junio, mediante un elevado al jardín central anotando John McDonald. Posteriormente contra Seattle Mariners el 22 de julio, batearía tres hits.
En el 2009, por sexto año consecutivo, Halladay fue el pitcher abridor del juego inaugural en Toronto, apropiándose del récord del club. Perdió 3-2 en un duelo de pitcheo ante Chien-Ming Wang. Ganó su primer juego de esa temporada en su siguiente apertura contra Boston, contra Josh Beckett en su temporada debut.
En su tercera apertura, pitcheó un juego completo contra Texas Rangers, ganando 4-1. Tres de sus nueve juegos completos se perdieron debido a la baja ofensiva que presentó Toronto al inicio de la temporada. Esos tres juegos completos que se perdieron fueron en tres aperturas consecutivas. El 20 de junio contra Pittsburgh Pirates, fue golpeado por una línea bateada por Nyjer Morgan. La pelota le dio en la cabeza y fue tomada por el tercera base Scott Rolen para finalizar el inning. Halladay fue capaz de caminar de regreso al dugout (caseta) pero por su seguridad fue retirado del juego. Estando bien de salud abrió su siguiente juego, lo cual originó el comentario de los comentaristas deportivos de la televisión que había tenido una ligera conmoción y se alegraban de que jugara. Lanzó su décima blanqueada ante Seattle Mariners el 30 de junio. Solo recibió cuatro hits en su sexto juego completo de la temporada. La blanqueada empató el récord con Mark Mulder de los Cardinals entre pitchers activos. El 11 de julio de 2008, lanzó su 7° juego completo y segunda blanqueada de la temporada contra New York Yankees, recibiendo solo 2 hots para su 38° juego completo de su carrera. Fue llamado al Juego de Estrellas como reserva. Lanzó en el 4°inning recibiendo un hit y ponchando a Lance Berkman. En su última apertura en la Liga Americana, lanzó un juego completo contra los Yankees ganando su 20° juego del año. Fue el primer pitcher en ganar 5 juegos contra los Yankees en una sola temporada desde Luis Tiant en 1974. Dejó la Liga Americana siendo líder con 1.05 WHIP. Fue segundo finalista para el Cy Young de la Liga Americana de acuerdo a la votación, detrás de Cliff Lee de los Indians. Fue líder de la Liga Americana con 9 juegos completos y ponches en su carrera con 206 (dos más que en la temporada del 2003) con un promedio de carreras limpias de 2.78 (el segundo mejor registro de su carrera) siendo segundo y superado por Cliff Lee con 2.54 de carreras limpias. Fue el 4° pitcher en la historia de las Ligas Mayores de tener dos temporadas por arriba de 200 ponches y menos de 40 bases por bolas. Fue presentado por George Gross, del Toronto Sun Spotsperson como el ganador del año.
El 6 de abril de 2009, Halladay hizo el récord de siete blanqueadas en el juego inaugural para Toronto, derrotando a Detroit Tigers. Ganó también sus siguientes dos aperturas, en gira ante Cleveland Indians y Minnesota Twins. Perdió su juego siguiente ante los Rangers recibiendo 5 carreras en 8 innings recibiendo solo una y ganando sus seis siguientes juegos teniendo un récord de 8-1 con un promedio de carreras limpias de 2.75 Con lesiones al final de la temporada, los inicialistas en el 2009 por los Jay's fueron Dustin McGowan y Shaw Marcum y con el inicialista n.º 2 Jesse Litsch en la lista de lesionados desde el inicio de la temporada, Halladay fue el líder del personal joven de pitcheo, inicialistas inexpertos. Fue nominado por la Liga Americana el jugador de la semana para el período que terminó el 17 de mayo. Doc tuvo récord de 2-0 con un promedio de carreras limpias de 1.13 sobre 16 innings en sus aperturas en la semana previa. En el juego contra los Angels of Anaheim el 2 de junio, ponchó a 14 bateadores y lanzó 113 pitcheadas, ambos muy altos en su carrera. El 12 de junio, dejó muy pronto el juego por un desgarre en el músculo abductor de la cadera, referido comúnmente como un tirón de la ingle, siendo colocado en la lista de lesionados por 15 días hasta el 17 de junio. El 5 de julio fue seleccionado para representar a Toronto al Juego de Estrellas. El 14 de julio, inició el Juego de Estrellas por la Liga Americana, lanzando dos innings recibiendo 3 carreras, una de ellas sucia. Ese año, fue nombrado por Sporting News el 7° pitcher de una lista de 50 grandes jugadores del béisbol. Un panel de 100 personajes del béisbol, mucho de ellos miembros del Salón de la Fama del Béisbol y ganadores de premios del béisbol, fueron encuestados en esa lista
Como conclusión de su apertura el 20 de septiembre del 2009, Halladay empató la segunda racha más larga en la Liga Americana en esa temporada con 24 innings sin recibir carrera. Finalizó esa temporada con récord de 17-10, con un porcentaje ganador en su carrera de .660, bueno para llegar al lugar 18° de todos los tiempos. En diciembre Sports Illustrated nominó a Holliday como uno de los cinco lanzadores inicialistas en la rotación del equipo de la década de las Ligas Mayores de Béisbol.

### Philadelphia Phillies (2010–2013)

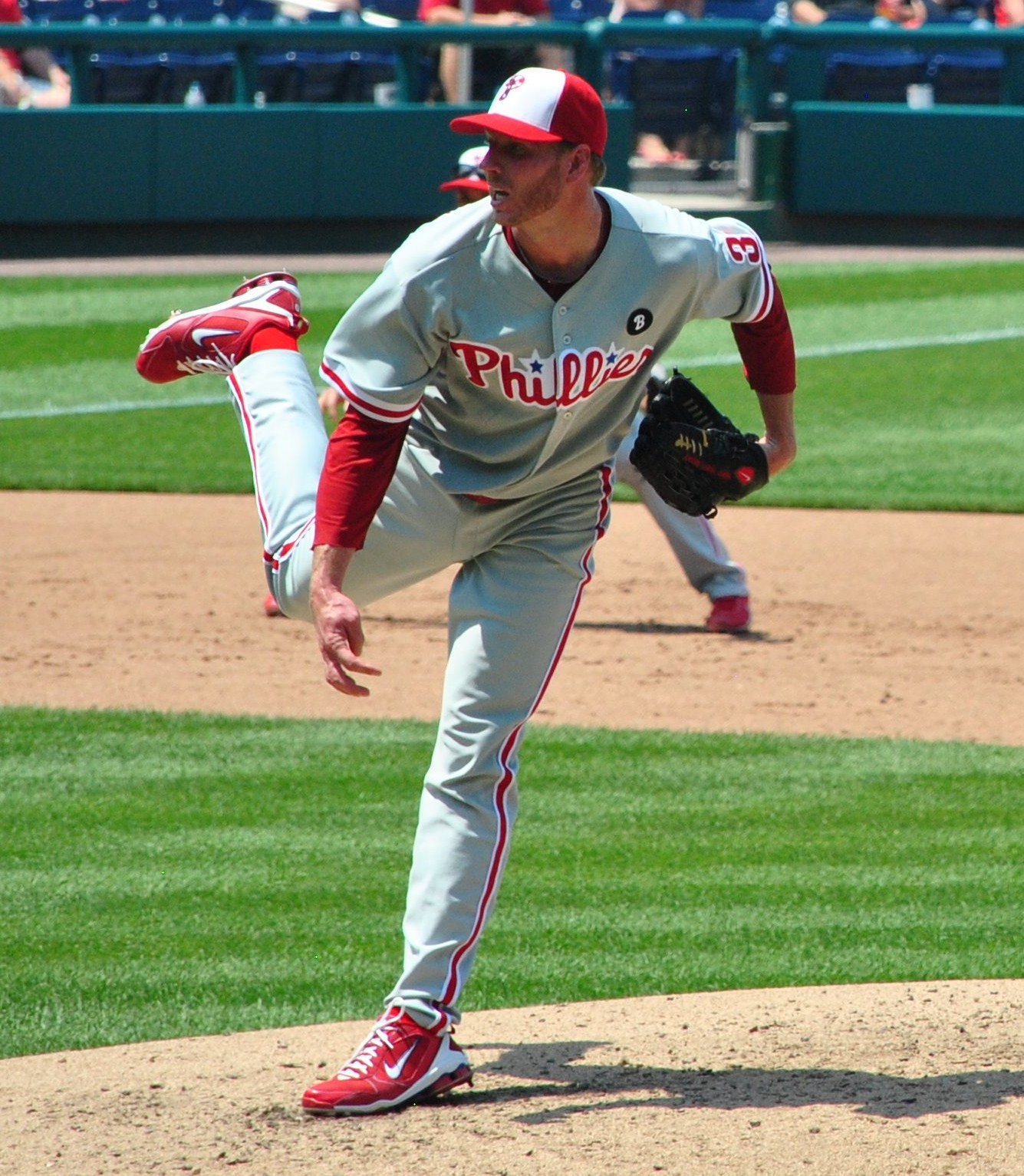
Halladay jugando para Phillies en 2010.

El 15 de diciembre de 2009, los Blue Jays transfirieron a Holladay a los Philadelphia Phillies por los prospectos de ligas menores Travis d'Arnaud, Kyle Drabek y Michael Taylor. Firmó una extensión de contrato con un valor de 60 millones de dólares que incluyó 20 millones de dólares como una opción a una cuarta temporada.
El día de la inauguración de la temporada, Halladay lanzó siete innings recibiendo una carrera contra Washington Nationals en su primer juego con los Phillies. Dio nueve ponches y recibió seis hits. Produjo su segunda carrera y ganó su primer juego de la temporada. En su siguiente salida lanzó un juego completo el 11 de abril contra Houston Astros, recibiendo una carrera sucia mientras ponchaba a ocho y no daba base por bola, en la victoria de los Phillies 2-1
Halladay lanzó su primera blanqueada en la Liga Nacional contra Atlanta Braves el 21 de abril, siendo el primer lanzador en llegar a cuatro victorias en la temporada del 2010. El 1° de mayo, lanzó su segunda blanqueada de la temporada, limitando a New York Mets a solo tres hits y poncho a seis.
El 21 de septiembre, fue el primer pitcher de los Phillies en ganar 20 juegos en una temporada desde Steve Carlton eb ka temporada de 1982. Fue el primer lanzador derecho de los Phillies en lograr esta hazaña desde Robin Roberts en 1955. Una semana más tarde, el 27 de septiembre, obtuvo su victoria 21, ayudando a los Phillies a su cuarto título divisional del Este de la Liga Nacional en forma consecutiva finalizando los Phillies con el mejor récord en la temporada regular de las Ligas Mayores.
Tuvo su primera salida en postemporada en el juego N°1 de la Serie Divisional de la Liga Nacional, enfrentando a los Cincinnati Reds. Halladay lanzó un juego sin hit ni carrera, dando solo una base por bolas (a Jay Bruce en el quinto inning} en la victoria 4-0. Halladay fue solo el segundo pitcher en la postemporada en lanzar un juego sin hit ni carrera en la historia de las Ligas Mayores de Béisbol desde Don Larsen el cual lanzó un juego perfecto en la Serie Mundial de 1956. juego perfecto de Don Larsen en la Serie Mundial de 1956).1Estos números le valieron el Premio Cy Young por segunda vez en su carrera.
Solo lanzó 104 pitcheadas. Fue el primer pitcher en la historia de las Ligas Mayores en lanzar un juego perfecto y un juego sin hit ni carrera en la misma temporada. Los Phillies barrieron a los Reds en tres juegos y avanzaron por tercera ocasión consecutiva a la Serie de Campeonato de la Liga Nacional, donde se vieron las caras con San Francisco Giants. Halladay abrió el primero y el quinto juego, dándose unos de los mejores duelos de pitcheo en la postemporada de la historia reciente conta otro formidable pitcher y ganador de un Cy Young Tim Lincecum- Halladay perdió el primer juego 4-3, siendo los Phillies eliminados en seis juegos por los Giants, que posteriormente ganarían la Serie Mundial.
Halladay fue nombrado por sus compañeros para el Choice Awards NL Outstanding Pitcher (premio al lanzador excepcional). Fue elegido de manera unánime para el Cy Young de la temporada 2010 siendo el primer pitcher de los Phillies en ganarlo desde que Steve Bedrosian lo obtuviera en 1987 y solo el 5° pitcher en la historia de las Ligas Mayores el ganar el premio en ambas ligas, uniéndose a Gaylord Perry, Pedro Martínez, Randy Johnson y Roger Clemens. Fue igualmente seleccionado por Sports News como el Pitcher del año de la Liga Nacional, y USA Today con el Cy Young de la Liga Nacional, además del premio de Béisbol por Internet con el Cy Young de la Liga Nacional y el ganador del NLBM Wilbur «Bullet» Rogan Legacy Award (NL Pitcher of the Year) como pitcher del año. Fue también nominado por las Ligas Mayores de Béisbol «This Year in Baseball Awards» como pitcher abridor del año. Baseball Digest lo nominó como su pitcher del año (incluyendo ambas ligas). Baseball America lo nombró como el mejor jugador del año (incluyendo todas las posiciones en ambas ligas). Las Ligas Mayores de Béisbol, lo nombraron «MLB Clutch Performer of the Year». Recibió el premio Heart & Hustle Award otorgado por las Ligas Mayores de Béisbol y la Asociación de Jugadores Alumni. También fue nombrado Pro Athlete of the Year (Atleta Profesional del Año) por Sporting News y por la Philadelphia Sports Writers Association (Asociación de periodistas deportivos de Filadelfia) y los locutores deportivos de Philadelphia Daily News. El capítulo de la Asociación Estadounidense de periodistas deportivos de Filadelfia le otorgó el premio «Steve Carlton Most Valuable Pitcher» (El premio Steve Carlton de pitcher más valioso) y «Dallas Green Special Achievent».

### Juego perfecto
El 29 de mayo de 2010, Halladay lanzó el 20.º juego perfecto en la historia de las Ligas Mayores, contra Florida Marlins en Miami, retirando los 27 bateadores y ponchando a once, sin hits, carreras, bases por bola o errores. Esta fue la primera vez en la era moderna que dos pitchers (Dallas Braden de Oakland Athletics y Halladay) que lanzaron juego perfecto el mismo mes y que múltiple juegos perfectos han sido en la misma temporada. Cuando el anterior mánager de Halladay, Cito Gastón le llamó para felicitarlo, Halladay no pudo responder a la llamada porque estaba ocupado con el frenesí de los medios después del juego.
El 24 de agosto de 2010, para conmemorar su juego perfecto, presentó alrededor de 60 relojes suizos hechos por Baume and Mercier que había comprado para todos en la casa club. Los relojes estaban presentados en cajas de color café y que llevaba la inscripción «Lo hicimos juntos. Gracias. Roy Halladay». Además, la parte posterior de cada reloj estaba grabada con la postemporada sin hit ni carrera.
Roy Halladay y Don Larsen son los únicos dos pichers en lanzar juego sin hit ni carrera en postemporada en la historia de las Ligas Mayores de Béisbol.
El 6 de octubre de 2010, en su primera aparición en postemporada, lanzó un juego sin hit ni carrera (su segundo en esa temporada) contra Cincinnati Reds en el primer juego de la Serie Divisional de la Liga Nacional.
Fue el segundo jugador en lanzar un juego sin hit ni carrera en la postemporada, uniéndose a Don Larsen de New York Yankees en 1956, quién lanzó un juego perfecto en la Serie Mundial. Fue también el primer pitcher desde Nolan Ryan en 1973 en lanzar dos juegos sin hit ni carrera en una temporada y el séptimo pitcher en lanzar un juego perfecto y un juego sin hit ni carrera en su carrera, uniéndose a Cy Young, Kou Addie Joss, Jim Bunning, Sandy Koufax, Randy Johnson y Mark Buehrle. Halladay dio una base por bola al jardinero Ray Bruce con dos outs en el quinto inning y se enfrentó solo a uno por encima del mínimo 27.
Esto también marcó la primera vez en la historia de las Ligas Mayores que un pitcher lanzaba un juego perfecto y un juego sin hit ni carrera en esa temporada. Los aficionados votaron por el por su juego sin hit ni carrera como «This Year In Baseball Awards» en postemporada como el momento del ano.

### 2011
Para la temporada del 2011, a Halladay se unió Cliff Lee, quién antes de la temporada del 2010 había sido transferido por los Phillies brevemente cuando Halladay se unió. Con la alineación de Halladay, Lee, Cole Hamels, Roy Oswalt y Joe Blanton se hicieron comentarios de ser una de las mejores rotaciones que se habían formado. Halladay, Oswalt, Lee, y Hamels fueron nombrados «Phantastic Pour» por aficionados en media.
El 24 de abril de 2011, Halladay ponchó a 14 bateadores y recibió solo cinco hits en el juego en que su equipo barrió a San Diego Padres en los cuatro juegos. Halladay estuvo muy cerca de un segundo juego sin hit ni carrera en el noveno inning antes de permitir tres hits seguidos. Solo le anotaron una carrera y ganó 3-1.

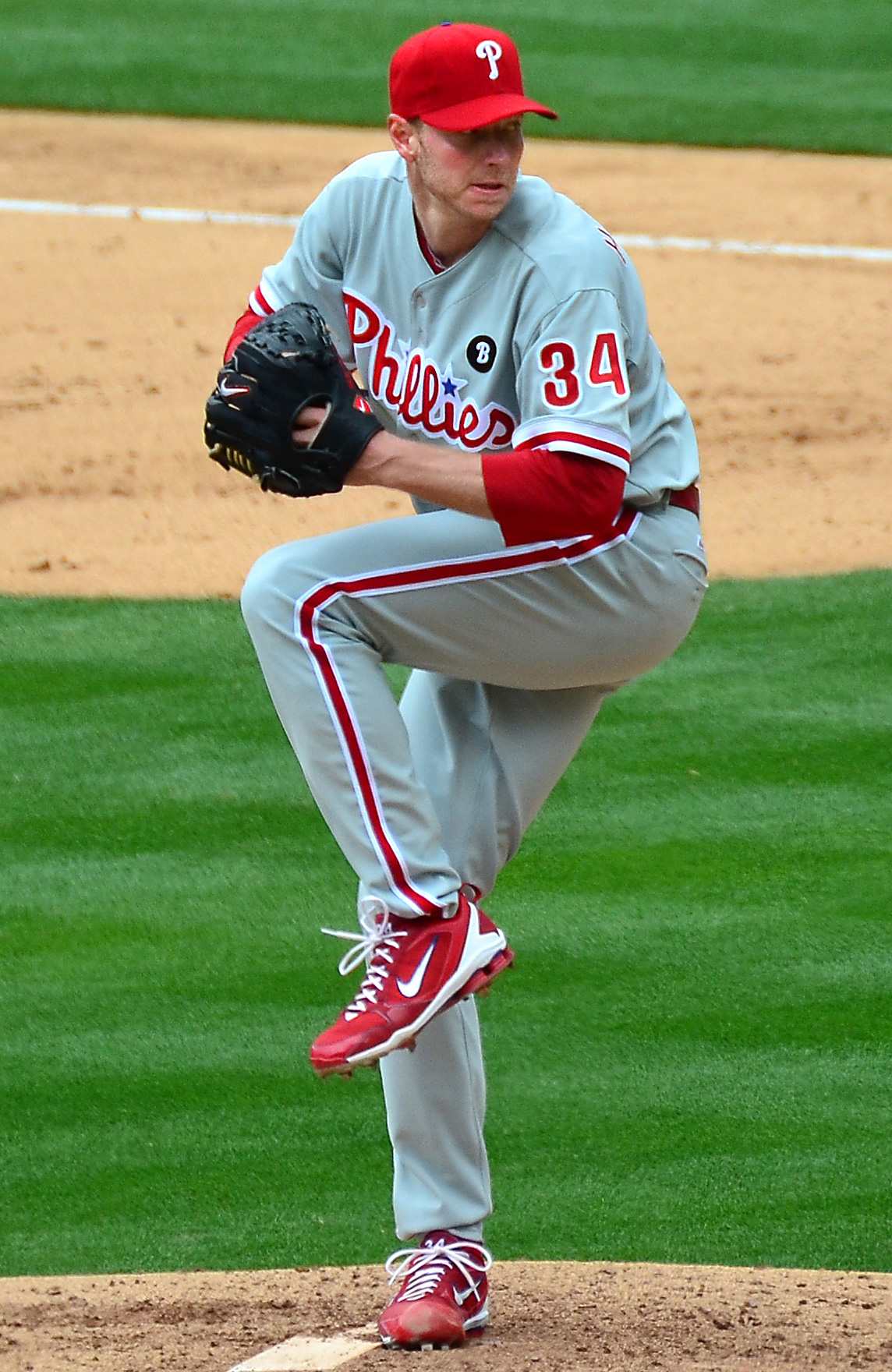
Halladay en 2011
En mayo, fue nominado ganador en el 2011 del John Wanamaker Athletic Award, por Philadelphia Sports Congress, basado en la temporada del 2010. En junio fue presentado como el Mejor Jugador de las Ligas Mayores y se llevó el premio ESPY, por su actuación desde junio de 2010.
El 12 de julio, fue el pitcher abridor por la Liga Nacional en el Juego de Estrellas. Halladay tuvo récord de 19-6 en 2011 con un promedio de carreras limpias de 2.35 y lanzó 8 juegos completos, el segundo en las Ligas Mayores. Los Phillies ganaron su quinto título divisional seguido de la división Este de la Liga Nacional por el campeonato y finalizaron con el mejor récord del béisbol por segundo año.
Fue nominado el pitcher abridor en el juego uno y cinco durante la serie divisional de la Liga Nacional, contra St. Louis Cardinals. Ganó el primero juego 11-6, pero perdió el quinto juego 1-0 en un duelo de pitcheo con el ex Blue Jays y antiguo compañero Chris Carpenter. Por esta pérdida, los Phillies fueron eliminados de los playoffs, una decepción para todos ellos que eran fuertes favoritos para la Serie Mundial y dejando fuera a Halladay para una aparición en la postemporada final. Reflexionando sobre esta serie y su retiro, Halladay dijo: «Creo que una cosa me lleve de esto, que tu puedes tener el mejor equipo en el papel, tener los mejores tipos que quieren más. Pero cuando la ardilla corre a través del home y mientras tu equipo esta molestando al pitcheo, no hay nada que podamos hacer».
Halladay finalizó segundo en la votación por el Cy Young de la Liga Nacional, detrás de Clayton Kershaw de Los Angeles Dodgers. Fue seleccionado como uno de los tres pitchers abridores en el MLB Insiders Club Magazine All-Potseason Team (Revista de los lanzadores abridores en el equipo de postemporada).
En diciembre fue nominado por Spotsperson of the Year by the Philadelphia Daily News por segundo año consecutivo.
Halladay destacó en juegos completos, encabezando esta estadística en 2003 (9), 2005 (5), 2007 (7) y 2008 a 2010 (9); y también en innings lanzados en 2002, 2003, 2008 y 2010.

### 2012
El 5 de abril de 2012, lanzó ocho episodios con bola de ponche contra Pittsburgh Pirates en el juego inaugural, recibiendo 2 hits mientras abanicaba a 5.
El 29 de mayo, Halladay estuvo en la lista de lesionados por 15 días, debido a un tirón del hombro. Fue su primera inclusión en la lista de lesionados desde 2009. En la conferencia de prensa del 6 de junio, comentó: «Últimamente, mi meta es finalizar mi carrera con los Phillies y ganar una Serie Mundial aquí. Algunas de estas cosas no están en mi control, pero intento jugar aquí, finalizar mi carrera aquí y quedarme aquí cuando tiempo pueda». Comentó también de la lesión en el hombro de lanzar, mencionando que estaría fuera por tres semanas que sería reevaluado de su lesión. La lesión sería posteriormente diagnosticada como un desgarro del músculo dorsal ancho y tenía la esperanza de regresar poco antes de la interrupción del Juego de Estrellas de Julio.
El 17 de julio, regresó de la lista de lesionados y fue el pitcher abridor contra Los Angeles Dodgers. Lanzó 5 innings, le dieron 5 hits y recibió dos carreras mientras abanicó 6 y se fue sin decisión en el triunfo de los Phillies 3-2.
En un juego perdido contra Atlanta Braves el 29 de julio, llegó a 2000 ponchados siendo el pitcher 67° en la historia de las Ligas Mayores en alcanzar un hito.
Pese a venir de la lista de lesionados, tuvo el peor récord en carreras limpias desde su primera apertura en su carrera, por debajo de .500 y con récord de 11-8.
Participó en el béisbol del Caribe, donde jugó con Cardenales de Lara en la temporada 1997-1998. Se retiró en 2013 con los Blue Jays tras firmar un contrato por un partido con ellos, el equipo con quien debutó.

### 2013
Después de luchar en los entrenamientos de primavera, Halladay recibió cinco carreras en su primera apertura con los Phillies en el segundo juego el 13 de abril de 2013, ponchando a nueve en tres innings y un tercio lanzados. Después de luchar en sus aperturas previas, lanzó ocho innings y permitiendo solo una carrera el 14 de abril de 2013 contra Miami Marlins mientras los Phillies ganaban 2-1. Halladay obtenía su victoria 200 en su carrera al ganar este juego.
El 5 de mayo, solo había recibido nueve carreras en solo 2 1/3 de inning. Al sexto día, fue enviado a la lista de lesionados con una lesión en el hombro derecho. El 8 de mayo, se hizo el anuncio de que requería de cirugía en el hombro para remover una callosidad del hueso. La cirugía fue también dirigida a corregir el labrum deshilachado de la cadera y el manguito rotador. Posterior a la cirugía inicialmente pensó que iniciaría su rehabilitación en Doble A para los Reading Fightin'. Pero los Phillies una noche antes, habían tenido un juego de 18 innings y por esa causa estaban cortos en pitchers y por lo tanto, Halladay regresó a las Ligas Mayores el 25 de agosto otra vez como abridor contra Arizona Diamondbacks en donde lanzó seis innings, recibiendo dos carreras y cuatro hits, con dos bases por bolas y dos ponchados.

### Retiro
El 9 de diciembre de 2013, Halladay firmó durante una ceremonia, un contrato por un día con los Blue Jays y anunció su retiro del béisbol debido a su lesión. En la conferencia de prensa, mencionó su persistente dolor en la espalda, así como el deseo de estar más tiempo con su familia como las razones de su retiro. Posterior al retiro como jugador, continuó siendo parte del juego como instructor invitado para Philadelphia Phillies y Toronto Blue Jays.

### Acerca de sus lanzamientos

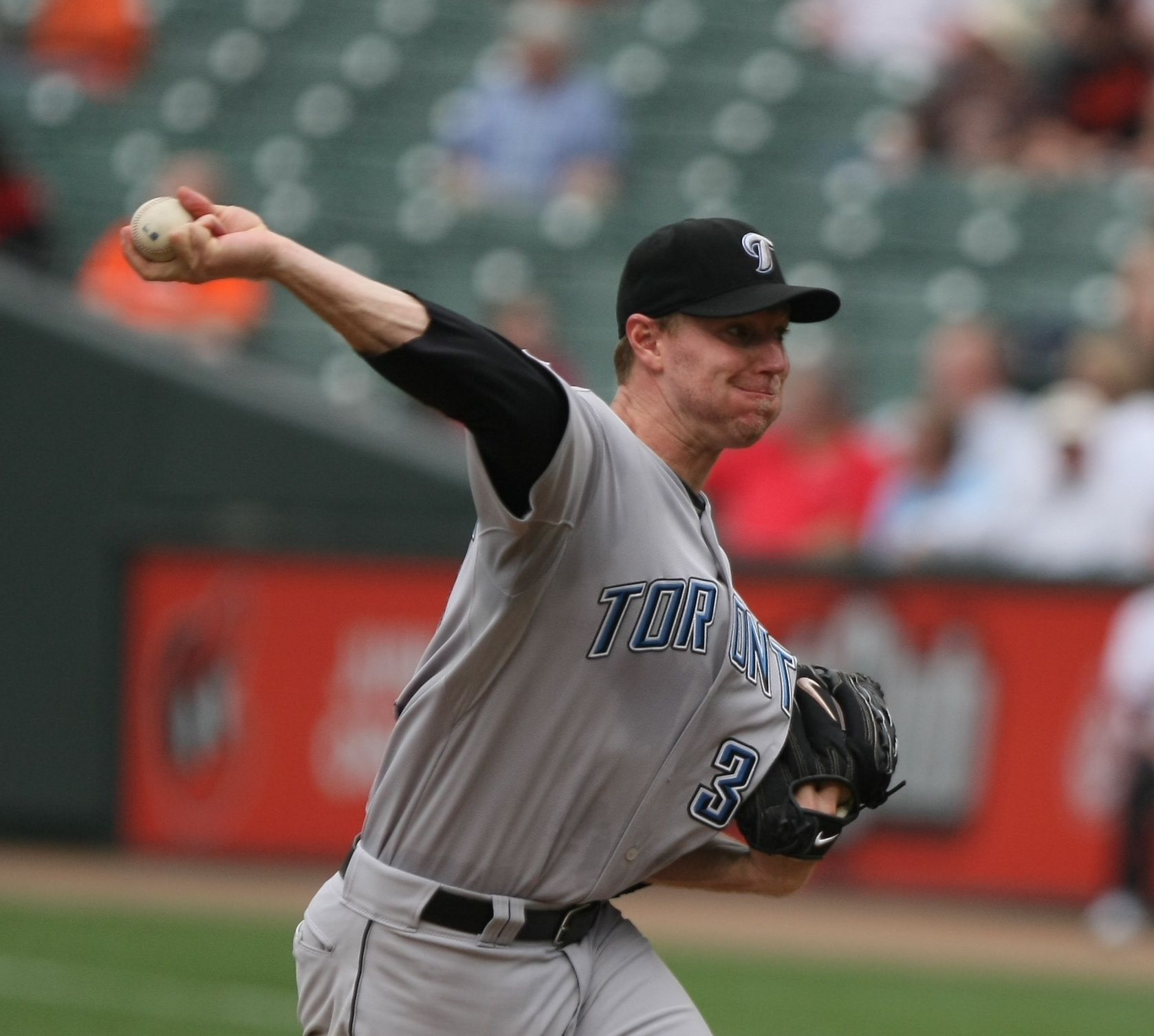
Halladay en 2009, mostrando su característico modo de lanzar.

Halladay tenía como característica distintiva su habilidad para lanzar muy duro una bola rápida la cual se hundía sobre las dos costuras hacia abajo, a 90 millas y con un control preciso. En suma, lanzaba una bola rápida apoyado en las cuatro costuras de la pelota hacia abajo y a 90 millas, una curva hacia arriba a 70 millas y una bola rápida que cortaba entre 90-92 millas la cual fue modificada su lanzamiento en el 2007 como sugerencia del ex-cácher Sal Fasano. Halladay lanzaba de una manera cortante y muy dura entre los pitches abridores de MLB en la temporada de 2011, con un promedio de 91.4 millas por hora. Los cambios de velocidad, era un lanzamiento que Halladay tuvo problemas de control por muchos años, siendo utilizado muy raramente. Después de unirse con los Phillies en 2010, empezó a utilizar un lanzamiento de cambio de velocidad pero esta fue una versión de una bola rápida «entablillada» que usaba como un lanzamiento para ponchar. Este tipo de pitcheo fue agregado a los lanzamiento de Halladay por el entrenador de pitcheo Rich Dubee.
A pesar de su reputación como lanzador de bola arenera bien trabajada por ser muy eficiente, el total de ponches se incrementó al final de los años de su carrera. La eficacia y durabilidad fueron reflejados en el total de innings lanzados cada año, también debido a su habilidad para ponchar a los bateadores induciendos para producir elevados que eran outs y salir de los atolladeros. Frecuentemente fue líder de la liga en innings lanzados y en juegos completos, mientras tenían una posición entre los líderes en WHIP y en carreras limpias.
Antes y durante cada juego iniciado, Halladay tenía una marca distinta en el cual se aislaba por completo, con una total concentración y muchas de sus propias palabras conocidas: planificar cada lanzamiento que hacia mientras estuviera en el montículo. Durante este tiempo, no hablaba con nadie, excepto con su mánager o con el entrenador de pitcheo. No respondía a un saludo o a una ovación de un compañero de equipo o de un aficionado, ni hablaba con los medios hasta que era relevado o tenía el juego completo. Ese era su ritual y había que respetarlo.

### Vida personal
Tuvo dos hijos con su esposa Brandy (de soltera Gates). Durante el término de la temporada, vivía con su familia en Tarpon Springs, Florida.
Mientras fue miembro de Toronto Blue Jays, Halladay y su esposa invitaban a niños con sus familiares del Hospital for Sick Children dentro «Doc's Box» (La caja de Doc) en el Rogers Centre durante los juegos de los Blue Jays. Remodeló la suite para hacerla más familiar y acogedora para los niños, siendo esto documentado en un episodio de Design Inc. Como parte del contrato de Halladay con los Blue Jays, también donó 100 mil dólares anuales a Jays Care Foundatiion.
Cuando estuvo con los Blue Jays, fue nominado varias veces para Roberto Clemente Award (Premio Roberto Clemente) por su trabajo de privilegio con los niños. Por esa misma razón fue también nominado por los Blue Jays en el 2008 para Players Choice Awards Marvin Miller Man of the Year Award. (premio Marvin Miller como el hombre deportista del año).
Fue el atleta para MLB (Major League Baseball) en 2011.

## Muerte

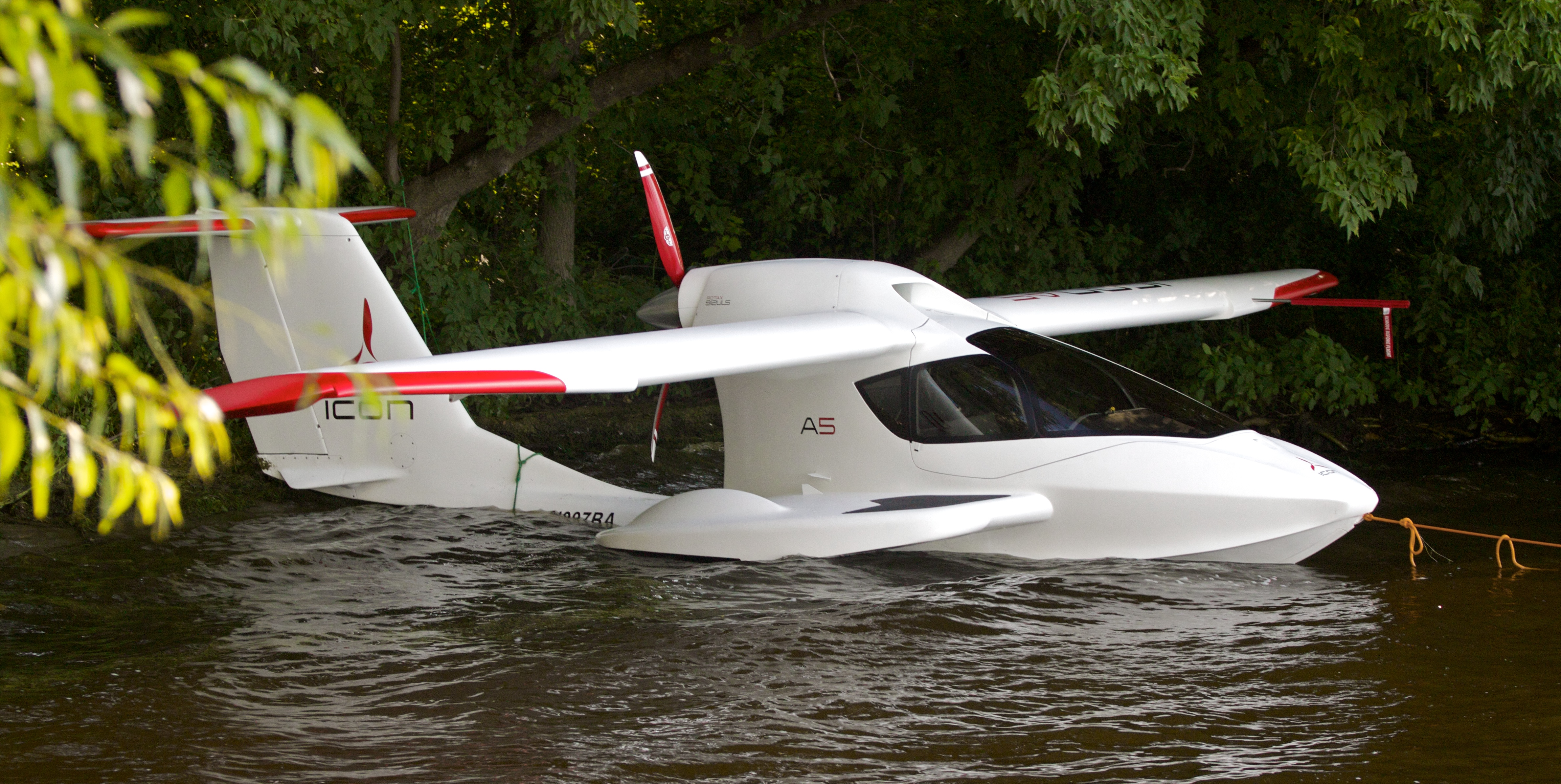
Un hidroavión ICON A5 del mismo modelo que se estrelló.

El 7 de noviembre de 2017, Halladay murió cuando su hidroavión monomotor anfibio privado ICON A5 Founders Edition pilotado por él se estrelló cerca de la costa de Florida, confirmó el condado de Pasco. Iba solo en el avión cuando se estrelló. Los controladores de tráfico aéreo habían recibido tres mensajes angustiosos antes de estrellarse. El accidente fue reportado al momento de suceder cerca de .25 mi (0.40 km) de la costa de New Port Richey, Florida a seis pies (1.98 m) de profundidad.
La Oficina Marina del Sheriff de Pasco County, Florida, acudío al lugar del accidente después de haber sido llamado, donde se reportaba que un avión deportivo, se había estrellado y hundido en el agua. El avión fue reportado como el de Halladay, el cual semanas antes en su Twitter había comentado que se encontraba muy emocionado de adquirir el avión, siendo reportado su registro a nombre del padre de Halladay, un piloto comercial retirado.
Un informe de autopsia realizado por la Oficina del médico forense de Pinellas -Pasco publicado en enero de 2018 reveló que la sangre de Halladay contenía trazas de alcohol, altas concentraciones de morfina y anfetamina, un antidepresivo que puede causar problemas de juicio y Zolpidem (una ayuda para dormir que se vende bajo receta). Según el patólogo forense Burr Hartman, «tenía una combinación de drogas similar a una bola de velocidad (Speedball). Estaba afectado por estas drogas. Definitivamente no era seguro para él volar un avión». El 15 de abril de 2020, la Junta Nacional de Seguridad del Transporte publicó un informe que indica que, además de las drogas, Halladay estaba ejecutando acrobacias aéreas, incluidas las subidas y vueltas empinadas, y el avión a veces se encontraba a menos de 5 pies del agua antes de que una subida final hiciera que su velocidad cayera a 85 mph, luego de lo cual cayó en picada contra el mar y Halladay murió por un trauma contundente y ahogamiento.